# Тур Роттердама
Тур Роттердама (англ. Rotterdam Tour) — шоссейная однодневная велогонка, проходившая по территории Нидерландов с 1998 по 2006 год.

## История
Гонка была создана в 1998 году и сразу вошла в только что созданный календарь Женского мирового шоссейного кубка UCI, в котором просуществовала на протяжении всей своей истории до 2006 года. Она проводилась предпоследней или последней в календаре Кубка гонка.
Первые два издания гонки в 1998 и 1999 году прошли под названием Ladies Tour Beneden-Maas. Её старт и финиш располагались в Спейкениссе. Дистанция протяжённостью 120 км пролегала по дорогам расположенным ниже уровня моря и имела плоский рельеф, а единственными значительными перепадами высот были туннель под Ауде-Маас и два моста через Харингвлит.
С 2000 года сменила название на Rotterdam Tour, а старт и финиш стали располагаться в Роттердаме. Протяжённость дистанции увеличилась и составляла от 130 до 140 км. Её профиль остался плоским, а в качестве подъёмов выступали мосты и туннели.

## Призёры
| Год  | Победитель          | Второй               | Третий             |
| ---- | ------------------- | -------------------- | ------------------ |
| 1998 | Диана Жилюте        | Ина-Йоко Тойтенберг  | Виола Паулитц      |
| 1999 | Петра Росснер       | Леонтин Ван Морсел   | Анна Уилсон        |
| 2000 | Хантал Белтман      | Леонтин Ван Морсел   | Гульнара Фаткулина |
| 2001 | Юдит Арндт          | Дебби Мансвелд       | Моника Вальвик     |
| 2002 | Петра Росснер       | Регина Шляйхер       | Дебби Мансвелд     |
| 2003 | Хантал Белтман      | Диана Жилюте         | Сюзанн Юнгског     |
| 2004 | Петра Росснер       | Ангела Хенниг        | Таня Шмидт-Хеннес  |
| 2005 | Ина-Йоко Тойтенберг | Алессандра Д'Этторре | Луиза Таманини     |
| 2006 | Ина-Йоко Тойтенберг | Таня Шмидт-Хеннес    | Кирстен Вилд       |